# Аросев, Григорий Леонидович
Григорий Леонидович Аросев (род. 4 октября 1979, Москва) — русскоязычный поэт, прозаик, критик, журналист, эсперантист. Финалист премий «Большая книга»-2020 и «Поэзия»-2021. Основатель и главный редактор литературного журнала «Берлин.Берега». В 2010—2013 годах президент Российского союза эсперантистов. Живёт в Берлине.
Внучатый племянник О. А. Аросевой.
Окончил театроведческий факультет ГИТИСа. Автор сотен публицистических и литературных публикаций, а также шести книг, в том числе первой полной биографии В. Д. Набокова.
Публиковался в журналах «Новый мир», «Дружба народов», «Вопросы литературы», «Звезда» и других. Автор сборника рассказов «Записки изолгавшегося» (М., 2011), биографии О. А. Аросевой «Одна для всех» (М., 2014), романа «Неуместный» (Берлин, 2016) и сборника стихов «Оболочка» (Берлин, 2020). Роман «Деление на ночь» («Новый мир», 2019, № 7, 8), написанный в соавторстве с Евгением Кремчуковым, в 2020 году вошел в число финалистов премии «Большая книга».